# Источник (роман)
«Источник» (англ. The Fountainhead) — роман американской писательницы и философа Айн Рэнд, её первый крупный литературный успех. Впервые опубликован в 1943 году в США. Наряду с романом «Атлант расправил плечи» (1957 год), «Источник» входит в число самых известных произведений американской литературы. Несмотря на то, что роман был плохо принят критикой, через два года с момента выхода он стал бестселлером. К 2008 году было продано 6,5 млн экземпляров романа на английском языке, не считая переводов. «Источник» неоднократно издавался на русском языке. По роману в 1949 году был снят одноимённый фильм (англ. The Fountainhead). Сценарий написала сама Айн Рэнд, а главную роль сыграл Гари Купер.
Главная идея романа состоит в том, что основной двигатель прогресса — это творческие люди с ярко выраженным эго. Главный герой романа — талантливый архитектор Говард Рорк, убеждённый индивидуалист, чья миссия творить и преобразовывать мир. Рорк отстаивает свободу творческой личности, отказывается идти на компромиссы и отступать от собственных жизненных и профессиональных стандартов.

## История создания
В 1928 году по поручению кинорежиссёра и продюсера Сесила Демилля (англ. Cecil Blount DeMille) Айн Рэнд начала работать над киносценарием по оригинальной истории Дадли Мёрфи (англ. Dudley Murphy). В рассказе Мёрфи речь шла о двух рабочих, строящих небоскрёб в Нью-Йорке и влюблённых в одну женщину. У Рэнд рабочие превратились в архитекторов, один из которых, Говард Кэйн, был преданным своему делу идеалистом, возводящим небоскрёб, невзирая на все препятствия. В конце фильма Кэйн праздновал победу, стоя на крыше построенного здания. Однако Сесиль де Милль отклонил сценарий Рэнд. Фильм «Небоскрёб» (англ. Skyscraper), 1928 год, был снят по сценарию, основанному на идее Мёрфи, но некоторые элементы своего варианта Рэнд позже использовала в «Источнике».
Приступая к работе над романом, сюжет и герои которого были связаны с незнакомой ей профессиональной сферой, Рэнд прочитала множество книг об архитектуре и биографий архитекторов, а также бесплатно работала машинисткой в бюро архитектора Эли Жак Кана (англ. Ely Jacques Kahn).
Работа над романом постоянно прерывалась. В 1937 году Рэнд написала новеллу «Гимн» (англ. Anthem), в 1940 году закончила адаптацию для театра своего романа «Мы — живые» (англ. We the Living) и принимала активное участие в политике как волонтёр президентской кампании Уэнделла Уилки. Когда закончились деньги, полученные в качестве гонораров за предыдущие работы, она стала подрабатывать рецензентом-фрилансером, оценивая и отбирая сценарии для киностудий. В результате, когда Рэнд наконец нашла издателя, роман был готов только на треть.
Хотя произведения Айн Рэнд уже издавались ранее, найти издателя для «Источника» оказалось непросто. Macmillan Publishing, напечатавшее «Мы — живые», отказалось от «Источника» из-за того, что автор настаивала на более активной рекламе нового романа. Агент писательницы стал предлагать книгу другим издательствам. В 1938 году Knopf подписало договор на книгу, но у Рэнд к октябрю 1940 года была готова только четвёртая часть текста, и издатель разорвал договор. Несколько других издателей отклонили книгу, агент Рэнд начал критиковать роман, был уволен, а Рэнд занялась поиском издателя самостоятельно.
Помог Рэнд сценарист Ричард Миланд (англ. Richard Mealand), её начальник в Paramount Pictures. Он свёл Рэнд со своими знакомыми в издательской сфере, в частности в Bobbs-Merrill Company. Редактору Арчибальду Огдену (англ. Archibald Ogden), недавно начавшему работать в Bobbs-Merrill, роман понравился. Однако мнения двух штатных рецензентов разошлись. Один считал, что это великая книга, которую не удастся продать, другой полагал, что это макулатура, но будет хорошо продаваться. Начальник Огдена, президент издательства Д. Л. Чамберс (англ. D.L. Chambers), принял решение отклонить книгу. Огден в ответ написал в головной офис: «Если это неподходящая для вас книга, то я неподходящий для вас редактор». Проявленное Огденом упорство привело к тому, что в декабре 1941 года контракт с Айн Рэнд был подписан. Двенадцать других издательств «Источник» отклонили.
«Источник» был опубликован в мае 1943 года. Сначала книга продавалась плохо, но благодаря народной молве в итоге попала в списки бестселлеров. В августе 1945 года, через два года после выхода в свет, роман занял шестую строчку списка бестселлеров The New York Times.
В 1971 году в честь 25-летия первой публикации романа вышло юбилейное издание «Источника» с новым предисловием Айн Рэнд (издательство — New American Library).
В юбилейное издание 1993 года (50 лет со дня выхода) Bobbs-Merrill добавило послесловие последователя и наследника Айн Рэнд американского философа Леонарда Пейкоффа (англ. Leonard S. Peikoff). К 2008 году было продано 6,5 млн экземпляров на английском языке. Роман был переведён на другие языки, среди которых русский, китайский, болгарский, хорватский, чешский, французский, греческий, итальянский, японский, турецкий и др.

## Персонажи

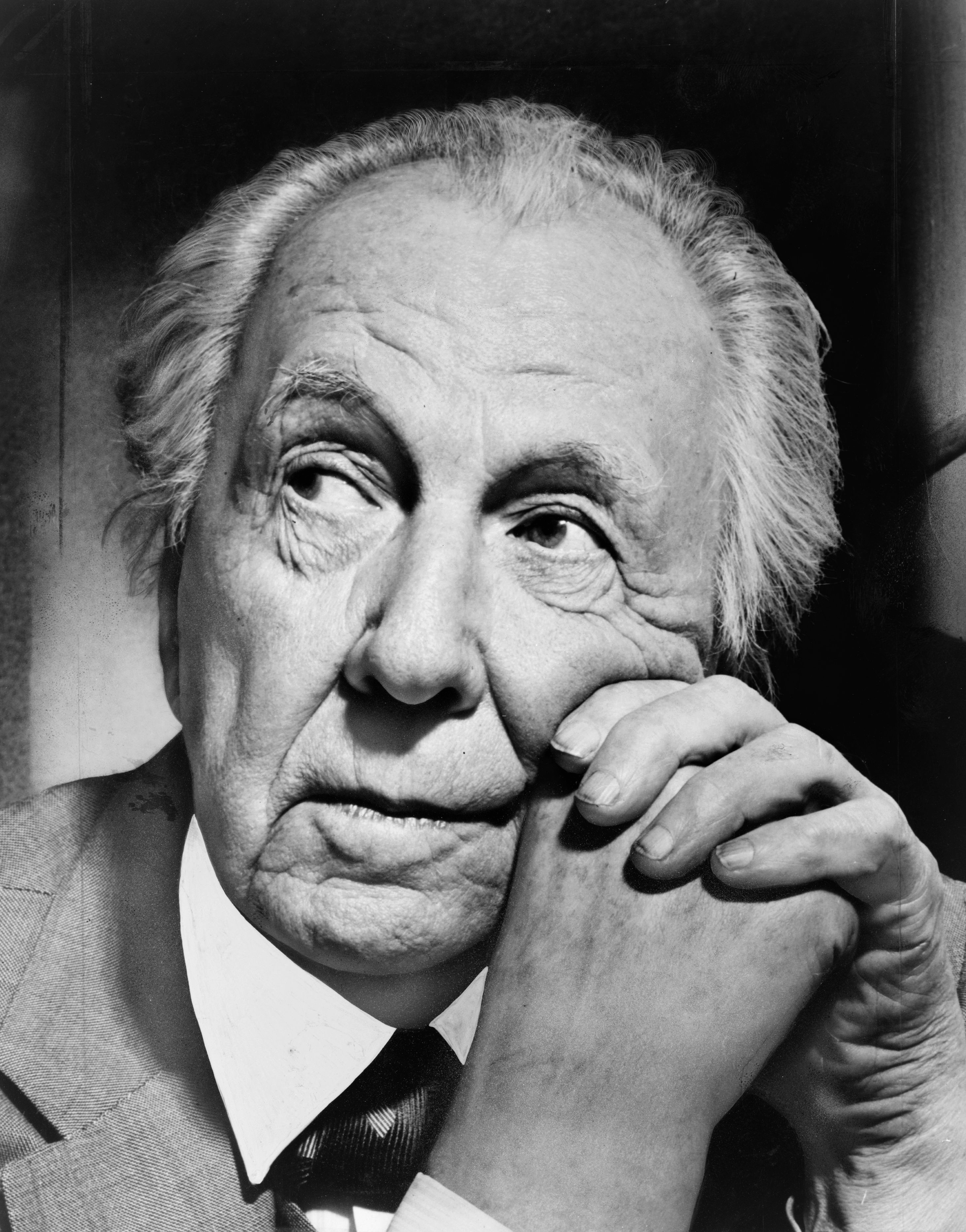
Фрэнк Ллойд Райт — американский архитектор, послуживший прототипом Говарда Рорка.

### Главные
- Говард Рорк — главный герой романа, талантливый и честолюбивый архитектор. Рорк убеждён в том, что творец — эгоист в абсолютном смысле, а коллективизм — закон паразита, второсортного человека. «Различна мера способностей, но основной принцип един: мера независимости человека, инициативности и преданности своему делу определяет его талант как работника и ценность как человека. Независимость — вот единственный критерий его значимости и достоинства. То, что человек есть и во что он ставит себя, а не то, что он сделал или не сделал для других. Нет замены личному достоинству, и нет иной шкалы для его оценки, кроме независимости»[15]. Один из прототипов Говарда Рорка — американский архитектор-новатор Фрэнк Ллойд Райт (англ. Frank Lloyd Wright)[16].
- Питер Китинг — честолюбивый архитектор, сокурсник Рорка. Одарённый человек, он растрачивает свои способности, стремясь угождать вкусам клиентов. Зависим от чужого мнения: отца Доминик Франкон, архитектурного истеблишмента, своей матери, даже Рорка, к которому часто обращается за профессиональной помощью. В отличие от Рорка, строит свою жизнь и карьеру на основе компромиссов.
- Доминик Франкон — главный женский персонаж «Источника». Надменная красивая и умная блондинка. Дочь Гая Франкона, успешного архитектора. В начале романа работает журналистом в «Знамени» — ведёт колонку о дизайне интерьеров.
- Гейл Винанд — богатый и влиятельный человек, среди прочего владеет газетой «Знамя», в которой работают Доминик Франкон и Эллсворт Тухи. Поднялся с самых низов. У него много общего с Говардом Рорком, но его успех зависит от способности угождать общественному мнению, что в итоге приводит Винанда к краху. В дневниках Айн Рэнд описывала Винанда как «человека, который мог бы быть» героическим индивидуалистом, противопоставляя его Рорку, который таковым является[17].
- Эллсворт Монктон Тухи — критик и журналист, ведущий популярную колонку о строительстве и архитектуре в «Знамени». Антагонист Говарда Рорка, Тухи — приверженец коллективизма: «Только когда вы сможете почувствовать отвращение к собственному бесценному маленькому Я, вы обретёте подлинно полный покой альтруизма». В индивидуализме Рорка он видит большую угрозу. Влияет на жизнь всех главных героев романа, в частности борется с Рорком. Доминик Франкон даёт Тухи следующую характеристику: «Идеальный мерзавец»[18]

### Второстепенные
- Генри Камерон — архитектор, учитель Рорка и его первый работодатель; прототип — архитектор Луис Салливан.
- Кэтрин Хейлси — невеста Китинга и племянница Тухи.
- Гай Франкон — отец Доминик, работодатель Китинга и его бизнес-партнёр. Глава архитектурной фирмы «Франкон и Хейер» и впоследствии «Франкон и Китинг».
- Лусиус Хейер — архитектор, управляющий вместе с Гаем Франконом архитектурной фирмой «Франкон и Хейер». Впоследствии неосознанных манипуляций Питера Китинга, Хейер доведён до смерти.
- Стивен Мэллори — талантливый скульптор, разуверившийся в собственных силах.
- Альва Скаррет — главный редактор газеты Винанда. Один из самых старых сотрудников «Знамени».
- Джон Эрик Снайт — работодатель Рорка, использовавший коллективную работу для создания окончательного варианта проектов.
- Остин Хэллер — мыслитель-индивидуалист, нанявший Рорка на работу и ставший одним из его преданных союзников.
- Лойс Кук — молодая писательница, глава Союза американских писателей. Автор книг «Саванны и саваны» и «Доблестный камень в мочевом пузыре». Является приверженкой взглядов Эллсворта М. Тухи, которые выражает в своей литературе.
- Ралстон Холкомб — президент Американской гильдии архитекторов (АГА). Не принимает взглядов коллег и считает единственным архитектурным стилем Возрождение. На его взгляд, с эпохи Возрождения не появилось стиля, который мог бы превзойти данный.

## Сюжет
Роман начинается с того, что весной 1922 года студента-архитектора Говарда Рорка исключают из Стентонского технологического института за отказ придерживаться традиций и общепринятых методов в проектировании зданий. Он едет в Нью-Йорк и поступает на работу в бюро Генри Камерона, известного в прошлом архитектора, чьим творчеством Рорк восхищается, и чьё нежелание пойти на поводу у вкусов публики стоило ему карьеры.
Однокурсник и приятель Рорка Питер Китинг успешно оканчивает институт, тоже приезжает в Нью-Йорк и устраивается на работу в престижную архитектурную фирму Франкона и Хейера. Карьера Китинга успешно развивается благодаря его умению льстить, угождать и удовлетворять клиентов, которые в свою очередь стремятся произвести впечатление на публику. Что касается воплощения замыслов, то за помощью Китингу приходится обращаться к Рорку.
Карьера Рорка складывается непросто: после закрытия бюро Генри Камерона он работает в нескольких компаниях (в том числе и у Китинга). В итоге из-за нежелания идти на компромисс и поступаться своими идеями, идя на поводу у желаний клиентов, Говард Рорк устраивается на работу каменотёсом в гранитный карьер. Здесь он случайно знакомится с Доминик — красивой, темпераментной дочерью владельца карьера Гая Франкона. Возникает взаимное влечение, но отношения развиваются непросто — как столкновение двух сильных характеров, завершившееся грубым сексуальным актом. Вскоре после этого события Рорк возвращается в Нью-Йорк для работы на нового клиента, оставляя Доминик, которая так и не узнала имени своего возлюбленного.
Эллсворт Тухи — влиятельный автор популярной колонки об архитектуре в нью-йоркской газете «Знамя», решает уничтожить Говарда Рорка с помощью клеветнической кампании. Он убеждает бизнесмена Хоптона Стоддарда поручить Рорку строительство храма человеческого духа. Получив полную творческую свободу, Рорк создаёт необычное здание, одним из элементов которого стала обнажённая женская мраморная фигура (в качестве модели скульптору позировала Доминик Франкон). Храм так и не был открыт, а Тухи убедил заказчика подать на Рорка в суд, обвинив его в некомпетентности и мошенничестве. На процессе известные архитекторы (включая Китинга) свидетельствовали, что стиль Рорка не соответствует общепринятому и противозаконен. Доминик защищает Рорка, но он проигрывает дело и снова теряет свой бизнес.
Поняв после суда, что не может жить, разрываясь между существующим миром и Рорком, Доминик делает предложение Китингу, и они скоропалительно женятся. Доминик посвящает себя делам мужа, ради карьеры которого, в частности, соглашается переспать с Гейлом Винандом, владельцем и главным редактором «Знамени». Винанд влюбляется в Доминик и делает ей предложение. Они женятся. Китингу в качестве отступного достаётся крупный заказ, исполнение которого он передаёт своим коллегам.
В то же время Рорк, несмотря на все трудности, продолжает привлекать небольшой, но стабильный поток клиентов, которые способны оценить его работы.
Винанд узнаёт, что все здания, которые ему нравятся, спроектированы Говардом Рорком. Он поручает Рорку построить дом для себя и Доминик. Дом построен, а Рорк и Винанд становятся близкими друзьями. Винанд не подозревает о том, что связывает Рорка и его жену.
Китинг хочет получить новый выгодный заказ — государственный проект жилой застройки Кортланд. Оказалось, что архитектора найти очень сложно, так как проект предполагает постройку домов с максимально низкой арендной платой и должен стать эталоном для всей страны. Понимая, что не может справиться с этой задачей самостоятельно, Китинг обращается к Говарду Рорку. Тот соглашается — проект ему интересен как профессионалу. Рорк берётся за проект, не требуя ни оплаты, ни известности. Его условие — анонимность и возможность, как обычно, воплотить замысел без изменений — здания должны быть построены в точности по его проекту.
Разработав проект, Рорк отправляется в путешествие. Возвратившись, обнаруживает, что договорённость нарушена. Рорк идёт на решительные меры: просит Доминик отвлечь ночного сторожа и взрывает построенное здание. Доминик попадает в больницу, а Рорк — под суд. Винанд в своей газете выступает в защиту Рорка. У него возникают проблемы и нужно принять решение: закрыть газету или принять требования профсоюза. Винанд сдаётся и публикует статью, обвиняющую Рорка.
На суде Рорк произносит речь о ценности эго и потребности оставаться верным себе самому. Вердикт присяжных: «Невиновен». Рорк женится на Доминик. Винанд закрывает «Знамя» и просит Рорка спроектировать для него небоскрёб: «Воздвигни его как памятник той духовной силе, которая есть у тебя… и которая могла быть у меня». Финал: Доминик, теперь миссис Рорк, и Говард Рорк встречаются на крыше этого здания.

## Основные темы

### Индивидуализм
Айн Рэнд отмечала, что основной темой «Источника» является «противопоставление индивидуализма коллективизму не в политике, а в человеческой душе». В книге автор избегает прямого обсуждения политических вопросов. Исключение — сцены в суде, где Рорк защищает американскую концепцию прав личности (англ. concept of individual rights). Как отмечал историк Джеймс Бэйкер (англ. James Baker), «в „Источнике“ едва ли можно найти упоминание о политике или экономике, кроме того факта, что он появился в 1930-е годы. Нет в нём и упоминаний событий, происходящих в мире, хотя роман создавался во время Второй мировой войны. Это произведение о конкретном человеке, который противостоит системе, и другие вопросы не должны мешать раскрытию этой темы».

### Архитектура
Айн Рэнд посвятила «Источник» своему мужу Фрэнку О’Коннору (англ. Frank O'Connor) и архитектуре. Архитектура была выбрана за созвучность идеям Рэнд, особенно в контексте подъёма современной архитектуры. Архитектура позволила автору проиллюстрировать её взгляды — веру в то, что личное имеет высшую ценность, служит «источником» творческой энергии, и что эгоизм, понимаемый как разумный эгоизм, — это добродетель.
Говард Рорк и Питер Китинг занимают диаметрально противоположные позиции. Стиль Китинга — историческая эклектика и неоклассицизм, даже если он строит небоскрёб. Китинг чтит традиции и следует им.

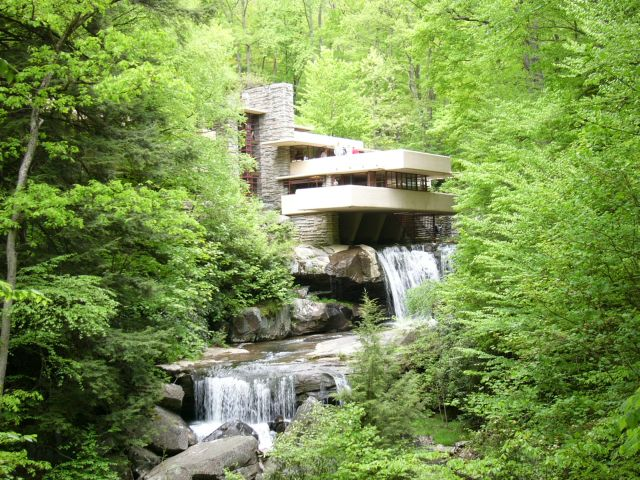
Дом над водопадом — вилла Эдгара Кауфмана, Пенсильвания, 1936—1937 гг.

Рорк прославляет современную архитектуру как бескомпромиссную и героическую. Распространённое мнение, что прообразом Рорка был американский архитектор Фрэнк Ллойд Райт, отрицали и Рэнд, и Райт. Однако известный американский архитектор и друг Райта Брюс Гофф (англ. Bruce Goff) в своей книге Goff on Goff утверждал, что Райт послужил прообразом Рорка, несмотря на многочисленные различия между ними. Так, некоторые описания зданий, построенных Рорком, напоминают дома Райта. Яркий пример: «Дом Хеллера», первый дом, построенный по проекту Рорка, похож на знаменитую виллу Эдгара Кауфмана (англ. Edgar J. Kaufmann) «Дом над водопадом», построенную Райтом (Коннелсвил, Пенсильвания, 1936—1937 гг.).
Рэнд была поклонницей Райта и обратилась к нему с просьбой спроектировать декорации для фильма, снимавшегося по роману. Однако архитектор оценил свои услуги слишком дорого — студия не могла себе этого позволить. Рэнд также поручила Райту создать для неё проект летнего дома (не был построен). Райт в свою очередь написал Рэнд письмо, в котором высоко оценил роман, а Рэнд с мужем позже посетили резиденцию Райта «Талиесин» (англ. Taliesin) по приглашению архитектора.
Многие архитекторы называли роман источником вдохновения. Фрэд Ститт (англ. Fred Stitt), основатель Института архитектуры в Сан-Франциско, посвятил книгу своему «первому учителю архитектуры Говарду Рорку». Надер Воссугян (англ. Nader Vossoughian) писал, что «„Источник“… сформировал общественное восприятие профессии архитектора возможно больше, чем любое другое произведение за последние полвека». Джулиус Шульман (англ. Julius Shulman), известный американский фотограф архитектуры, отмечал, что именно роман Рэнд «впервые обратил внимание общества на архитектуру».

## Издания
Первое американское издание
- Ayn Rand. The Fountainhead. — USA: Bobbs-Merrill Company, 1943. — 753 с. — ISBN 0451191153.